# 國立國會圖書館
国立国会图书馆（日语：／ Kokuritsu kokkai toshokan */?）是日本的國家圖書館，直接隸屬於國會，除了主要为日本国会议员的调查、研究等立法行為提供輔助外，也同時服務各政府機關與一般民眾。根据日本的出版物呈缴本制度，该图书馆也是唯一一家收存日本国内全部出版物的法定呈缴本图书馆。

## 概况
国立国会图书馆，是隶属于日本国会的国家机关，是以协助国会的立法活动为首要目的的议会图书馆。同时，作为日本唯一执行呈缴本制度的国家图书馆，兼有为行政・司法各机关以及日本国民提供服务的功能。
该图书馆的具体下属机构，有被视为“中央图书馆”的东京本馆（东京都千代田区永田町）和关西分馆（京都府相乐郡精华町精华台），另有作为“分支图书馆”的国际儿童图书馆（东京都台东区上野公园）和东洋文库（东京都文京区本驹込）和设立在各行政·司法机关内的26个图书馆。

## 沿革
国立国会图书馆的前身是旧帝国议会两院所属的众议院图书馆、贵族院图书馆以及属于文部省的帝国图书馆。两个议院的图书馆起源于1891年（明治24年）设立的图书室，而帝国图书馆的前身则为1872年（明治5年）设立的书籍馆。
第二次世界大战后，新的日本国宪法将日本国会定为唯一的立法机关，组成国会的众议院和参议院均由“代表全体国民的议员”组成。为了保障国会议员可以进行深入全面的立法调查活动，有必要扩充当时的议会图书馆。为此，与日本国宪法同时施行的国会法（昭和22年法律第79号）第130条规定“为了便于议员开展调查研究，国会根据相关法律，设置国立国会图书馆。”，同时制定了《国会图书馆法》（昭和22年法律第84号）。由此，设立了由贵族院和众议院两个附属图书馆合并而成了国会图书馆，但仅仅这个图书馆体制仍无法满足国会议员的调查研究的需求。
此后，日本邀请美国图书馆访问团，并吸取了其意见，于1948年制定了国立国会图书馆法（昭和23年法律第5号）。该法很大程度上受到了该访问团的影响，因此也以美国国会图书馆为范本，将图书馆定位为议会图书馆的同时也确立了其国家图书馆的地位，并规定了以网罗整理国内文字资料为目的的法定呈缴本制度。

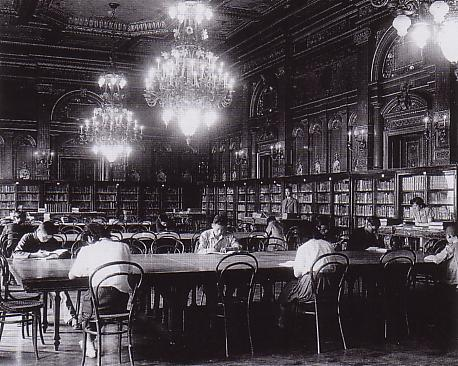
位于原赤坂行宫（今迎宾馆）的国立国会图书馆

随着该法的制定，国会图书馆开始筹建。1948年2月25日国立国会图书馆正式成立，首任馆长为日本国宪法制定时任国务大臣的宪法学者金森德次郎。首任副馆长为曾任尾道市立图书馆长的美学家中井正一。同年6月5日，图书馆在原赤坂行宫（现迎宾馆）的临时馆址正式开馆。
1949年（昭和24年），根据国立国会图书馆法的方针，曾依照出版法 (日本)（明治26年法律第15号，被昭和24年法律第95号废止。）收藏呈缴图书的上野国立图书馆（1947年（昭和22年）改称帝国图书馆。）被合并至国立国会图书馆，至此，国立国会图书馆成为了名副其实的日本唯一的国立图书馆。原帝国图书馆的藏书和设施继续保留在上野区，成为了国立国会图书馆分支机构之一的支部上野图书馆。
根据《国立国会图书馆建筑委员会法》（昭和23年法律第6号），国立国会图书馆的正式馆舍被定于国会议事堂北侧的德國駐日大使館舊址（东京都千代田区永田町），选用了前川国男的设计方案，并在1961年（昭和36年）完成了首期工程，开始收藏图书。开馆之际馆藏图书有205万册，主要包括从贵族院和众议院两院附属图书馆继承的图书、赤坂的临时国会图书馆收藏的图书约100万册，以及以战前帝国图书馆馆藏为主体的上野图书馆的藏书约100万册。
在开馆7年之后的1968年（昭和43年），本馆工程竣工落成，包括一栋地上6层，地下1层的办公楼和17层高的书库楼。

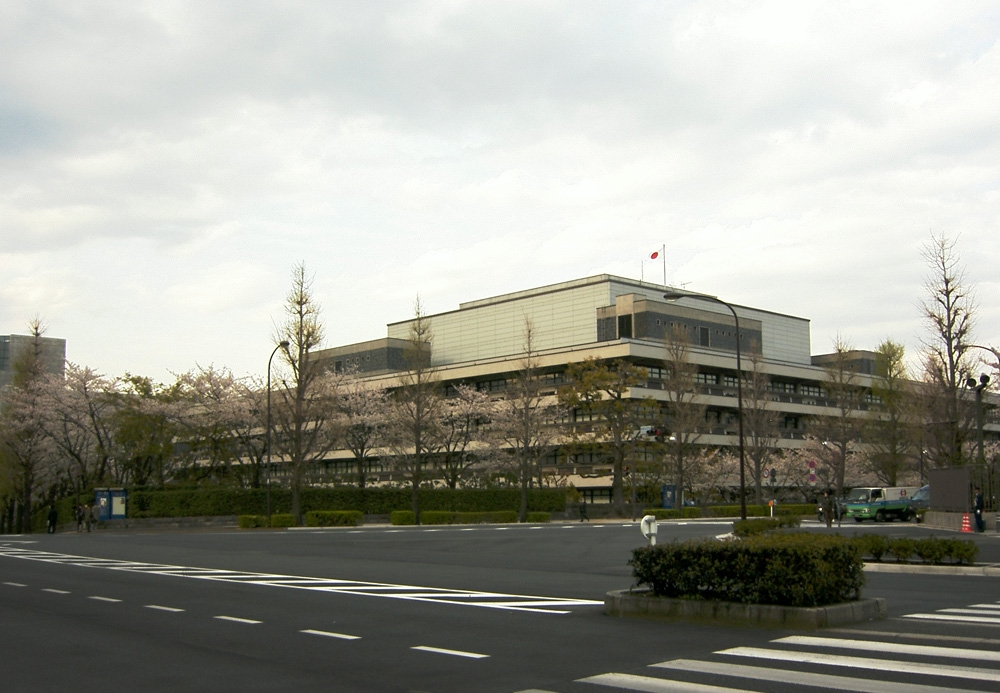
国立国会图书馆・东京本馆远景

进入1970年代，随着藏书量的迅速扩充以及读者的增加，本馆的设施也开始捉襟见肘。为此，在本馆北侧增建了新馆，并于1986年（昭和61年）对外开放。该馆的设计同样由前川国男负责。随着拥有地上4层地下8层的新馆的落成，国立国会图书馆的馆藏容量达到了1200万册，这也是设计者预计到21世纪初将达到的馆藏能力极限。
为此，1980年代以后，日本政府开始考虑建立第二国立国会图书馆。这个国会图书馆除了与东京本馆一起分担保存日益增多的藏书外，还将利用先进的计算机技术发展网络信息服务，为读者提供虚拟化服务。2002年（平成14年），国立国会图书馆关西分馆作为上述计划的成果终于完工开馆。关西分馆主要负责收藏科学技术相关资料、亚洲语言类资料、国内博士论文等，与东京本馆一起成为了国立国会图书馆中央馆的重要组成部分。
另外，在关西分馆开馆前后，另一个将支部上野图书馆改造为国际儿童图书馆的计划也得到实施。国际儿童图书馆主要负责国立国会图书馆藏书中的儿童书（主要以18岁以下读者为对象的图书馆资料），在2000年（平成12年）部分开馆，最终在2002年（平成14年）全面开放。
近年来，除了致力于发展电子图书馆外，也有一系列对国立国会图书馆组织结构的变革，包括2005年国立国会图书馆法中规定的图书馆长享受的国务大臣待遇被取消，2006年自由民主党行政改革总部提出图书馆的独立行政法人化方案，以及2007年首次任命与国会无关的长尾真（原京都大学校长）为馆长等。

## 理念
国立国会图书馆法的序言中，明确指出“国立国会图书馆秉持‘真理使我们自由’的信念，背负为宪法承诺的日本民主化和世界和平作出贡献的使命，根据本法设立序言中的“真理使我们自由”一段，明确提出，图书馆通过公平提供各类资料来保障国民的知情权，并以成为健全的民主社会的基础为国立国会图书馆的基本理念。
尽管国立国会图书馆法是以美国图书馆使团的提议为基础起草，但上述序言是由时任参议院议员的历史学家羽仁五郎（当时为参议院图书馆运营委员长）添加的。“真理使我们自由”这句话来源于羽仁五郎在德国弗莱堡大学留学时看到的图书馆墙上的文字“WAHRHEIT WIRD MAN FREI MACHEN（真理使人自由）”。据说这一名言最初的语源来自《新约圣经》的约翰福音8-32段“真理使你们自由”。。
1961年（昭和36年）正式开放的东京本馆的2楼目录大厅墙上，镌刻着首任馆长手书的“真理使我们自由”，这句话在来馆的读者心中都留下深刻印象，并被认为代表了所有图书馆的一般理念，甚至可以说战后日本图书馆界的发展在很大程度上也受到这句话的影响。

## 组织机构

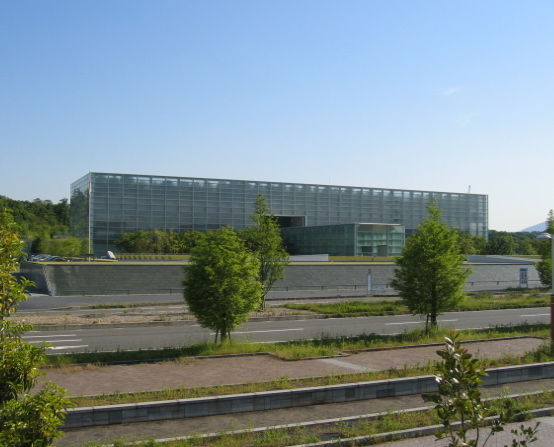
关西分馆 陶器二三雄设计

国立国会图书馆是隶属于日本立法机关的日本国会的独立国家机关，由众议院、参议院两院议长及两议院中常设的议院运营委员会负责监督管理。统管图书馆事务的国立国会图书馆长，则由两议院议长任命。
根据日本法律，国立国会图书馆由中央图书馆和支部图书馆组成。中央图书馆分为位于东京永田町的东京本馆和位于京都府的关西分馆，这两个图书馆负责收藏保存除国际儿童图书馆涉及的图书以外的各类图书资料。此外，在国会议事堂中，也设有附属于中央图书馆的国立国会图书馆国会分馆。
作为支部图书馆，主要有国际儿童图书馆、东洋文库以及各个行政司法部门内部的图书馆。其中的国际儿童图书馆，负责保存和提供借阅根据法定呈缴本制度而收集的日本国内出版物中的18岁以下读物，因此性质上接近于中央图书馆的分馆。另外，支部东洋文库是由专门研究亚洲的图书馆兼研究所的财团法人东洋文库捐助成立的。
设立于行政司法各机关内部的支部图书馆，将在“对行政·司法提供的服务”一节详述。这类图书馆在制度上属于国立国会图书馆的支部，构成了日本唯一的国立中央图书馆的庞大网络的一部分。尽管这些图书馆的设立主体是各个行政司法机关，但是同时作为国立国会图书馆的支部图书馆，因此其地位比较特殊。
由东京和关西两部分组成的中央图书馆共有900人左右职员，并根据工作性质细分为众多部门，其中唯一一个根据国立国会图书馆法而设立的部门是“调查及立法考査局”。这个部门由若干位专业调查员为核心，负责在众参两院常任委员会认为必要的领域进行高水平的调查工作，发挥了为国会服务的重要作用。

## 服务
国立国会图书馆提供的服务，主要有以下三部分构成。
- 对国会提供的服务。对立法过程中必要的资料进行收集、分析和提供。
- 对行政・司法机关提供的服务。在各府省厅和最高裁判所内设置支部图书馆，提供图书馆服务。
- 对普通国民提供的服务。普通国民可以直接利用或者通过其他公共图书馆间接享受图书馆的服务。这也包括对地方议会或公务员的服务。

从“国会图书馆”的名称中便可理解，对国会提供的服务是其首要任务，但是对普通国民的服务也是其重要一环。作为日本唯一的国立中央图书馆，国会图书馆依照呈缴本制度不断网罗收集日本国内的出版物，还负责制作《全国总书目》。此外，图书馆也致力于与各国图书馆展开交流合作，互相提供资料的国际交换、借阅、复印，以及对管理日文图书的外国图书馆职员的培训活动。

### 对普通读者提供的服务
对一般读者的服务，主要通过读者直接来馆、通过读者身边的邻近图书馆间接服务以及下文提及的通过互联网提供电子图书馆服务等形式提供。
国立国会图书馆主要服务部门，即东京本馆、关西分馆、国际儿童图书馆等三馆都可以直接接待读者，除了一些特殊的情况或者贵重图书外，图书馆庞大的资料均面向读者开放。
作为间接的使用方法，普通读者对于在离自己最近的图书馆无法获取的资料，可以通过图书馆际借阅服务来利用国会图书馆，也可以请求国立国会图书馆提供参考调查服务。
图书馆际借阅，是以读者身边的公共图书馆、大学图书馆或各类资料室（仅限于已被许可加入图书馆际借阅制度的机构）为窗口，利用国立国会图书馆资料的制度。但是由于只是图书馆之间的借阅，因此读者不能将资料带出图书馆外，也不得复印相关资料。
与一般公共图书馆不同，国立国会图书馆以保存资料为首要目的，因此对于来馆的读者也不提供借阅服务。另外，由于保存资料数量非常庞大，服务对象遍及日本全国及海外，因此对个人读者的使用有诸多限制，往往会使人感到不便。很多情况下，读者利用身边的公共图书馆往往会更加便利，只有在一般图书馆找不到资料的时候才去利用国立国会图书馆。从这一点来看，国会图书馆是查找资料的最后保障。

### 对国会提供的服务
国立国会图书馆对国会的服务，除了提供资料、借阅读书等一般图书馆具备的功能外，还有作为议会图书馆特有的立法调查功能。
东京本馆和国会议事堂内的国会分馆设有国会议员专用的议员阅览室，在本馆还设有议员研究室。这些设施除了提供议员进行政策性研究外，也往往是政治家进行磋商密谈的场所。此外，国会分馆对国会议员和职员都提供资料出借服务，也不存在出借資料的数量限制。
根据国立国会图书馆法第15条，图书馆设立了调查及立法考査局（简称“调查局”）。该机构主要为国会收集提供调查及立法相关的资料。
为此，调查局内部设立了为国会开展调查和提供立法相关的资料的部门。各个部室对应于国会两院的常任委员会内各个专业组别而设置，针对国会议员的提问开展立法调查，也会为时事问题开展预备调查。
另外，调查局也负责收集整理议会·法规相关资料、制作法规索引、国会会议记录的数据化等工作，这些资料也通过国立国会图书馆的阅览室、出版活动、互联网等载体向全体国民提供。

### 对行政・司法提供的服务
国立国会图书馆的另一个主要服务对象就是国家行政司法机关。对此国立国会图书馆也提供图书馆资料的出借、复印等服务，但其窗口是各个机关内部的支部图书馆。行政・司法各部门的附属图书馆（支部內閣府圖書館、支部最高裁判所图书馆等），负责收集所在机关的出版物和业务上的资料，并由各个机关拨款營運，但在制度上又属于国立国会图书馆的一个组成部分。另外，各支部图书馆之间通过国立国会图书馆中央馆为中心的網路，互相交换机关出版物、资料的互相借阅、职员的共同培训等。
行政・司法各部门的支部图书馆馆长从各自的事务官或技术官员中选任，但任命权属于立法机关职员的国立国会图书馆长。这种将三权结合在一起的支部图书馆制度，在世界各国的国家图书馆中也极为罕见，成为了日本国立国会图书馆的一大特色。

## 国立国会图书馆的特色

### 资料的收集・整理
世界各国的国立中央图书馆，通过法律确立的呈缴本制度，要求所有出版者都向其存缴其出版物，以网罗收集本国内的出版物为其主要职责。
日本国立国会图书馆法规定，国内全部的政府机关、团体个人都有义务将其出版物存缴至国立国会图书馆。作为存缴对象的出版物，包括图书、册子、定期出版物（杂志、报纸、年鉴）、乐谱、地图、缩微胶卷资料、盲文资料及CD-ROM、DVD等通过载体出版的电子出版物（包括音乐CD和游戏软件等）等。关于存缴的份数，对于政府机关要求存缴2份至30份不等，民间出版物仅要求存缴1份。
作为呈缴本以外的资料收集手段，有捐赠、采购、出版物的国际交换等。采购主要用于古书・古代典籍等不属于呈缴本对象的资料、百科全书、辞典、年鑑等使用频率很高的参考工具书、以及被认为对学术研究有价值的外国资料等。国际交换的对象主要是各国国家图书馆・议会图书馆通过呈缴本制度收集的多份政府机关出版物。
通过上述途径，国立国会图书馆将新近收集的每件书籍资料，都按照书名、作者、出版者、出版年份等信息制作书目数据。该书目数据根据该馆自创的国立国会图书馆分类表（NDLC）进行分类编号，并根据国立国会图书馆件名标目表（NDLSH）添加件名，最终编入目录。目前该目录的大部分内容已可以通过NDL-OPAC在互联网上搜索。
关于国立国会图书馆的藏书构造和图书馆技术方面，很大程度上受到了1948年盟軍駐日總司令部（GHQ）民间信息教育局特别顾问Robert Bringham Downs提出的报告书（日文称）的影响。根据该报告书的思路，图书馆最初的图书整理分为日式书籍或中文古典典籍以及洋文书籍兩大类，前者根据日本十进分类法（NDC），而后者采取国际上通用的国际十进分类法（UDC）。但是考虑到庞大的藏书量上架存放时，十进分类法有不便之处，在1960年代改用国立国会图书馆分类表进行整理。考虑到使用日本十进分类法的其他图书馆和一般读者的需要，日式书籍或中文古典典籍仍在书目数据中保留了日本十进分类编号來分类。

### 书目数据的提供
根据呈缴本制度，原则上国立国会图书馆在持续收集日本国内的全部出版物，因此国会图书馆的馆藏资料书目，就等同于日本国内全部出版物的书目。这样，国立国会图书馆网罗的资料的书目信息目录就被称为“全国总书目”，国立国会图书馆将每周根据呈缴本制度收录的书籍信息收载入《日本全国总书目》。
《日本全国总书目》除了通过互联网公开外，还通过定期出版物的形式出版发行。另外，还做成电子信息库《JAPAN/MARC》，制成CD-ROM版和DVD-ROM版出售。其基本功能就是，检索调查日本国内出版物的综合性索引。
日本国内的各家图书馆，在编制本馆馆藏书目时，也可以复制《日本全国总书目》，而不需要自行制作书目信息。这一方面减轻了各图书馆制作书目的工作量，共享国内各图书馆的书目信息，但是另一方面，国立国会图书馆的目录制作有一定的时间滞后，对于最新发行的书籍检索方面存在缺陷。因此，许多公共图书馆往往更多地使用日本民间企业编制的最新书目，而没有积极地使用《JAPAN/MARC》这样的全国总书目。
另外，国立国会图书馆在编制全国总书目的同时，也制作了自开馆以来的《杂志文章索引》。这主要用于国内主要杂志的刊载文章的索引。由于其主要对象是学术性杂志和对于调查有帮助的大型杂志，因此作为一般检索系统很难搜索的杂志文章目录，具有非常高的利用价值。

### 藏书
国立国会图书馆成立当初的收藏资料，主要由二战前的帝国议会两院附属图书馆为了议会会议而收集的资料和当时日本唯一的国立图书馆的帝国图书馆的藏书组成。其中，帝国图书馆在战前根据出版法的呈缴本制度网罗的日文图书、珍贵的古书、洋书等，具有非常高的价值。
国会图书馆的藏书中，由许多有特色的系列资料，具有很高的价值。其中有代表性的有：从帝国图书馆处继承的旧藩校藏书、德川幕府收藏资料、本草学相关古书组成的伊藤文库・白井文库、二战后的国会图书馆作为议会图书馆而着重收集的近代政治史相关史料组成的宪政政资料、国内外议会・法令相关资料、支部上野图书馆收藏的芭蕾舞・法语歌相关的芦原英了藏书、以出版文化史资料为中心的布川文库（布川角左卫门的原藏书）。另外也有二战前被禁止发行的书籍·杂志，其中原帝国图书馆收藏的禁书作为普通资料的一部分，而原内务省保管的禁书是作为贵重图书的一部分被限制阅读的。
根据2004年度（平成16年度）末的统计，国立国会图书馆收藏资料共计图书8,369,233册、杂志176,961种、报纸10,351种，另外缩微胶卷、地图、电子资料等非图书形态的资料共约1,200万件以上。

### 电子图书馆
进入1990年代，随着信息科技革命，国立国会图书馆开始探索充实主要以互联网为载体的电子图书馆服务。
2002年，随着关西分馆的开放，图书馆网页大幅度更新。国立国会图书馆藏书检索・申请系统“NDL-OPAC”的功能得到了很大改进，国会图书馆的收藏资料的绝大部分都可以通过互联网被全世界的读者检索。
另外，杂志文章索引也可以通过NDL-OPAC在网上进行检索，国会图书馆开馆五十余年来积累的数据库目前已被完全对世人公开。
另外，国立国会图书馆收藏历史性的珍贵资料和锦绘等画像的“珍贵图书画像数据库”、国立国会图书馆收藏并扫描明治时期出版资料而成的“近代数码图书馆”、将互联网上的信息作为文化财产保存的WARP（互联网信息储备事业）等多种多样的电子信息内容，都通过电子图书馆对外公开。
近代数码图书馆的公开范围只限于著作权保护期限届满或得到著作权人许可的资料，但是由于可以通过互联网随时随地看到明治及大正时代的出版物，因此其文化价值得到了很高的评价。
WARP就是，将通过互联网公开的学术杂志、政府机关网页等内容，经其管理者许可后保存于国立国会图书馆的储存设备，并通过互联网对外公开的系统。与不能改变内容的CD-ROM不同，WARP是一种将可被管理者自由改写的网络电子信息与纸质媒体一样收集、整理、保存、公开的尝试。
作为今后的发展方向，国立国会图书馆在考虑对互联网上的电子信息也进行网罗收集和保存。作为对呈缴本制度的审议机构，呈缴本制度审议会于2004年召开的“有关网络电子出版物的收集的问答会”上，提出对互联网信息的收集、保存和提供实行制度化。国立国会图书馆也根据这个建议，开始探讨根据一定的频率自动非选择性地收集来源于日本国内的网页内容的做法，并明确了应首先选择具有公共性质的go.jp、ac.jp、ed.jp等域名的网页。这一连串的变革，随着自由民主党e-Japan重点计划特别委员会提出的《实现世界最先进的IT国家的议案》（2004年）而开始备受关注。但是此后，随着该议案的主要倡导者众议员野田圣子和众议员山口俊一退出自民党（而後歸黨），加上有观点认为图书馆实施的资料收集活动，可能助长傳播兒童色情、猥褻物、侵犯隱私權的資訊等不法行为，因此目前仍被认为难以实现。

## 国立国会图书馆的利用
本节主要介绍作为一般读者到国立国会图书馆东京本馆时的情况。关于关西分馆和国际儿童图书馆的具体情况，请分别参照相关条目。

### 进出图书馆制度
东京本馆、关西分馆对年满18周岁的读者开放。而国际儿童图书馆主要负责向儿童提供服务，除了收集儿童书相关文献的资料室以外，任何年龄的读者都可以利用。
在图书馆出入口处，有着多名职员或第三方专业机构的人员负责日常监查。在进馆时，首先要从发卡机中领取只限当天使用的IC卡。领取IC卡时需要输入本人的姓名、住址、联系电话等信息。对于已经登记过的读者，只要持有“登记读者卡”，就可以仅凭输入密码就获得IC卡。之后，读者将IC卡通过类似于地检票机的机器后，进入馆内。另外，由于东京本馆和关西分馆都禁止携带不透明的袋类入馆，因此必须将一些物品存放于入口处的投币式储物柜中。
读者需要离开图书馆时，首先须将借取的资料归还至服务柜台，之后通过门口的检票机，离开图书馆。如未归还资料，不得离开馆区。

### 开馆时间
- 东京本馆 – 9：30至19：00（周六至17：00）
- 关西分馆 – 10：00至18：00
- 国际儿童图书馆 – 9：30至17：00

### 闭馆日
- 东京本馆及关西分馆 – 周日・节假日、每月第三个周三及年末年初
- 国际儿童图书馆 – 周一・节假日（但5月5日的儿童节除外）・毎月第三个周三・年末年初

### 资料放置和阅览
由于东京本馆保存有庞大的资料，因此原则上对所有资料均实行读者不能直接接触的“闭架式”管理方式。因此，读者需要首先利用NDL-OPAC （国立国会图书馆藏书检索・申请系统）检索必要的资料，并通过该系统提出申请。图书馆工作人员根据NDL-OPAC的申请记录将资料从书库中取出，但由于书库过于庞大，取书过程往往需要数十分钟，而且每人每次的申请数目也有限。
东京本馆由本馆和新馆两栋建筑物组成。本馆的2层柜台负责图书的取还，而新馆的2层柜台负责杂志的取还。另外，根据主体类别放置的特别资料、有特色的资料等分别放置于各个专门室。其中还有许多经常被利用的参考资料如字典、统计资料、年鉴、报纸等，可以被读者直接翻阅。
目前东京本馆的专门室，包括：本馆2层的科学技术・经济信息室（科学技术及经济社会相关的参考图书、科学技术相关的抄录·索引）及人文综合信息室（总目・人文科学领域的参考图书、图书馆・图书馆信息学相关的主要杂志等）、本馆3层的古代典籍资料室（珍贵书、较珍贵书、江户时期以前的日文和古书、清代以前的汉籍等）、本馆4层的地图室（珍贵地图、住宅地图等）と宪政史料室（日本近现代政治史料、日本占领海关相关资料、日系移民相关资料）、新馆1层的音乐·图像资料室（唱片、CD、录像带、DVD等）和电子资料室（CD-ROM等电子资料、电子杂志等）、新馆3层的议会官厅资料室（国内外的议会会议记录・议事资料、官方公报、法令集、判例集、条约集、官厅出版资料目录・要览・年次报告、统计资料类、政府间国际机关出版资料、法律・政治领域的参考图书等）、新馆4层的报纸资料室（报纸原版、缩印版・复刻版、缩微胶卷、剪报资料）等共计9个专门室。此前，还有专门收集亚洲·北非各国语言资料的亚洲资料室，后随着关西分馆的开放，而移至关西分馆保存，改称亚洲信息室。

### 复印服务
该图书馆不允许读者本人通过复印机复印资料，而需要向复印柜台提出申请。这一方面是因为国立国会图书馆实行呈缴本制度，需要保证图书的安全，另一方面也是因为日本《著作权法》规定的未经著作权人许可的复印应受限制的原则。因此，对于只有国立国会图书馆收藏的珍贵资料，或者定期出版物的近刊和著作权仍受保护的资料等，都不能进行全文复印。
由于不能进行自助式复印，因此在繁忙的时候，从提出申请到获得复印资料，往往需要花费数十分钟。考虑到取出资料到复印资料需要相当长的时间，国会图书馆的利用并不是十分便利。
然而，在关西分馆设有自助复印机，读者可以自行复印所需资料的一部分。这种情况下，需要工作人员检查复印资料的内容是否符合规定。
另外，如果事先进行读者网上登记，也可以通过NDL-OPAC检索资料，并请图书馆工作人员代为复印和邮寄。这种远距离复印服务也可以针对杂志的特定文章而进行。

## 脚注
1. ↑  分支图书馆，是指根据《国立国会图书馆法》第3条而设立的国立国会图书馆分支图书馆。
2. ↑  2007年（平成19年），在行政机关内共设有25个支部图书馆（关于根据国立国会图书馆法规定设立于各行政部门的支部图书馆及其职员的法律（昭和24年法律第101号。支部图书馆法）），在司法机关内只设立了最高裁判所图书馆1个图书馆。
3. ↑  羽仁五郎《图书馆理论：羽仁五郎的言论》日外アソシエーツ、1981年出版
4. 1 2  .   [2008-06-16]. （原始内容存档于2002-10-02）.
5. ↑  .   [2008-06-16]. （原始内容存档于2008-04-23）.
6. ↑  .   [2008-06-16]. （原始内容存档于2010-02-11）.
7. ↑  .   [2008-06-16]. （原始内容存档于2007-07-13）.
8. ↑  关于互联网信息的收集利用的制度化的探讨 （页面存档备份，存于）（修正版）
9. ↑  .   [2008-06-16]. （原始内容存档于2008-06-21）.
10. ↑  国立国会图书馆的规定也明确在其31条中规定的复印的范围。国立国会图书馆资料利用规定PDF